# 沙生薹草
沙生薹草（学名：Carex praeclara）为莎草科薹草属的植物。分布在锡金以及中国大陆的西藏、云南西北部等地，生长于海拔4,800米至5,700米的地区，常生长在沙质地或山坡草地，目前尚未由人工引种栽培。